# 有川マコト
有川 マコト（ありかわ まこと、1969年5月21日 - ）は、東京都出身の俳優。身長168cm。血液型はO型。オフィスPSC株式会社所属。

## 経歴
1993年「芝居企画絶対王様』（作・演出：笹木彰人）」の旗揚げ公演に参加、1997年「劇団 絶対王様」に改名、その世界は､駄目人間が自業自得な人生を認める事が出来ずにもがき苦しむ様子を喜劇タッチで描き、ベタもシュールも喜劇も悲劇も何でもありのエンタテインメントをお届けする意地悪デパート劇団で、看板俳優として全ての公演に出演し活躍してきた。抜群に安定感のある芝居と､渋い声で観客を魅了する。
現在は舞台だけでなく、ＴＶ・映画・ナレーションなど、さまざまな方面に活動の場を広げている。
主な出演舞台に『オセロ』（2013）、『ロンドン版・ショーシャンクの空に』（2014～2015/共に白井晃演出）、『正しい教室』（2015/蓬莱竜太作・演出）、『タンゴ・冬の終わりに』（2015/行定勲演出）、『メルシー！おもてなし～志の輔らくごMIX～』（2016/G2演出）、ミュージカル『バイオハザード～ヴォイス・オブ・ガイア～』（2016/G2作・演出）、『薔薇と白鳥』（2018/G2作・演出)などがある。
以降様々な舞台に出演。
2018年、演出家G2と出演者9名による新ユニット「モジリ兄とヘミング」に立ち上げとともに参加。

## 出演作品

### 舞台
- 劇団絶対王様 全公演（1993年-2006年）
- 異邦人は貴君のために（1988年 劇団ポーシフト）
- 睡魔のすみか（1990年 まぜ卵シアター）
- 有頂天時代（1991年 劇団疾風DO党）
- EARTH〜もうひとつの地球（1993年 まぜ卵シアター）
- 臆病者の野望（1995年 劇団花鳥風月）
- 午前0時の忘れもの（1998年 NOMADEII+J.Factory）
- べにいちくろよん（2000年 芝居屋かいとうらんま）
- Disk.No.1001（2000年 アコカ）
- 三つの心臓（2001年 劇団芝居屋かいとうらんま）
- セメントで行こう（2002年 カメレオン会議プロデュース）
- COUPLE（2002年 音速かたつむり）
- にっぽん万歳〜トウキョウ版（2002年 劇団芝居屋かいとうらんま・日替わりゲスト）
- 鉄カフェ（2002年 鉄カフェ）
- 翼生えぬ午后　屋上にて。（2003年 劇団芝居屋かいとうらんま・日替わりゲスト）
- 7gp（2003年 Dramatic back dro）
- VERSUS死闘編 最後の銃弾（2003年 劇団ショーマ）
- COUPLE（2004年 音速かたつむり）
- 金魚鉢の中で（2004年 G-upプロデュース）
- nu（2004年 bird’s-eye view）
- 塔（2005年 フラジャイル）
- 月光の光合成（2005年 サボテンフラワーズ）
- 散歩する侵略者（2005年 イキウメ）
- 檻ノナカ（2005年 劇団芝居屋かいとうらんま・日替わりゲスト）
- 白い部屋の嘘つきチェリー（2006年 空想組曲）
- 純粋人〜Juliet〜（2006年 LEMON LIVE）
- にせものもどき（2006年 劇団芝居屋かいとうらんま・日替わりゲスト）
- 希望の陽（2006年 劇団花鳥風月・日替わりゲスト）
- よっぽどなクサカさん（2006年 プロデュース公演呂均与目治・日替わりゲスト）
- ランボルギーニ・カウンタック（2006年 MCR）
- 運命（2007年 MCR LABO）
- 狂想のユニオン（2007年 イキウメ）
- WOMAN（2007年 LEMON LIVE）
- 慈善 MUST BE DIE（2007年 MCR）
- 棄憶〜kioku〜（2007年 G-up Backup Series）
- 腐る善人（2007年 劇団芝居屋かいとうらんま）
- Oh! クラウディア（2008年 LEMON LIVE）
- イノチトリなゲーム（2008年 サンモールスタジオ提携公演）
- クイック・クエンチ（2008年 ドリルチョコレート）
- ペガモ星人の来襲（2008年 G-up presents）
- 喧嘩農家（2008年 劇団HOBO）
- ソラヲカゾエル（2008年 G-up side.B session）
- あらかじめ（2009年 TOKYO DANCE TODAY）
- リサイクルショップ 『KOBITO』（2009年 ハイバイ）
- キドクラッチ（2009年 ドリルチョコレート）
- 狭き門より入れ（2009年 PARCO PRESENTS Team申）
- 見えざるモノの生き残り（2009年 イキウメ）
- Birthday!（2009年 G-up side.B session）
- 明日の幸福論（2010年2月 劇団HOBO）
- 猿（2010年7月 G-up presents）
- ハバカリ・ザマin寝覚子SA2010夏（2010年10月 tsumazuki no ishi）
- 神様さん（2010年10月 MCR）
- 0号室の客〜帰って来た男〜（2010年11～12月 東京グローブ座主催）
- サンタクロースの作り方（2010年12月 G-up presents）
- テスタロッサ（2011年1月 ドリルチョコレート）
- ハロルコ（2011年2月 劇団HOBO）
- 幽霊たち（2011年6～7月 パルコプロデュース）
- 太陽（2011年11〜12月 イキウメ）
- ブレーメン（2011年12月 OH!K produce）
- 戯伝写楽－その男、十郎兵衛－（2012年2月 シーラカンスプロデュース）
- 朗読劇「幻色江戸ごよみ」（2012年3月 Team申 番外公演II・日替わりゲスト）
- 私が欲しいカラダ（2012年4月 東京マハロ）
- ネジ工場（2012年6月 タカハ劇団）
- 組曲『回廊』（2012年7月 空想組曲・日替わりゲスト）
- 劇作家協会公開講座2012年夏－SHINSAI Theaters for Japan in Tokyo 第一部（2012年8月）
- 僕は飛べるはず（2012年8月 演劇集団Z団マイキープロデュース）
- ヒッキー・ソトニデテミターノ（2012年10月 パルコプロデュース）
- ブレーメンの怪人（2012年12月 ナ・ポリプロピレンプロデュース）
- 世界を終えるための、会議（2013年1月 タカハ劇団）
- トリオ（2013年2月 LEMON LIVE・日替わりゲスト）
- 真ドリル（2013年3月 ドリルチョコレート）
- オセロ（2013年6〜7月 公益財団法人せたがや文化財団主催）
- オーラスライン（2013年8月 七里ガ浜オールスターズ）
- 犬、だれる（2013年9月 劇団HOBO）
- 24250（2013年12月 ドリルチョコレート）
- ナツメ（2013年12月 ナ・ポリプロピレンプロデュース）
- けんかとにおい（2014年1月 劇団ジュークスペース・日替わりゲスト）
- あの世界（2014年2月 ドリルチョコレート）
- おぶ・ざ・でっどな夜 弐（2014年3月 JOHNNY TIME-R #004・日替わりゲスト）
- 月の番犬（2014年4月 PANDA JOCKEY・日替わりゲスト）
- かと万〜モグラ町3−5（2014年4月 ユニオン旗揚げ公演）
- ザ グレイトハンティング（2014年5月 劇団HOBO）
- ハイパーミラクルマイファーザー！（2014年6月 ボビボビ。プロデュース）
- MCR密かに20周年記念公演 「あんたのことなんか誰も見てない」（2014年7月 MCR）
- 不謹慎な家（2014年10月 PANDA JOCKEY produce 2nd）
- W・シェイクスピア HUMAN（2014年10月 シーラカンスプロデュースVol.2）
- ロンドン版 ショーシャンクの空に（2014年12月～2015年1月 東宝）
- 正しい教室（2015年3月～4月 PARCO PRESENTS）
- 死んだらさすがに愛しく思え（2015年5月～6月 MCR）
- タンゴ・冬の終わりに（2015年9月～10月 パルコプロデュース）
- モデル（2015年11月〜12月 西瓜糖）
- さよならブレーメン（2015年12月 ナ・ポリプロピレンプロデュース）
- 屋上のペーパームーン（2016年2月 オフィスコットーネプロデュース）
- いつかの膿（2016年3月 VAICE★ヴァイス赤星）
- メルシー!おもてなし〜志の輔らくごMIX〜（2016年6月 パルコプロデュース）
- ミュージカル バイオハザード〜ヴォイス・オブ・ガイア〜（2016年9月～11月 梅田芸術劇場主催）
- わたしを、褒めて（2016年10月 旋風計画 アネモイプログラム）
- 昭和ブレーメン（2016年12月 ナ・ポリプロピレンプロデュース）
- TOU -JYUKAI-DEN-（2017年1月～2月 はっぴぃはっぴぃどりーみんぐ）
- 天の敵（2017年5月～6月 イキウメ）
- 泥の中（2017年6月～7月 VAICE★ヴァイス赤星）
- SHE LOVES ME（2017年8月 AKA Company）
- バグバスターズ3（2017年11月～12月）
- リーディング・フェスタ2017 戯曲に乾杯！書くのは休んで、今日は語ろう。食べるを読む（2017年12月 日本劇作家協会）
- アックーノの逆襲!（2017年12月 ナ・ポリプロピレンプロデュース）
- モジリ兄とヘミング（2018年2月 モジリ兄とヘミング 第一回公演）
- 有川さんと10人くらいの美女?たち（2018年3月 ノアノオモチャバコPresents）
- ネジ工場（2018年4月 タカハ劇団）
- 薔薇と白鳥（2018年6月～7月 東京グローブ座主催)
- 色は匂へど散りぬるを ジョリージョリーに花は咲く 乙女の姿しばしとどめむ（2018年12月 ナ・ポリプロピレンプロデュース・声の出演）
- 音楽活劇『SHIRANAMI』（2019年1月 フジテレビジョン主催・企画制作）
- オットセイ・オデッセイ（2019年3月 モジリ兄とヘミング 第二回公演）
- あんたのことなんて誰も見てないツアー2019（2019年7月）
- 怪人と探偵（2019年9月～10月）
- 銀河英雄伝説 Die Neue These 〜第三章 嵐の前〜（2019年10月～11月）
- 音楽劇 アルトゥロ･ウイの興隆（2020年1月～2月 KAAT神奈川芸術劇場プロデュース）
- 蝋老楼〜カラフルな残骸〜（2020年2月～3月 モジリ兄とヘミング 第三回公演）
- 音楽劇 銀河鉄道の夜2020（2020年9月～10月 KAAT神奈川芸術劇場プロデュース）
- サンソン－ルイ16世の首を刎ねた男－（2021年4月～6月）
- LEOPARD 豹変（2021年6月 モジリ兄とヘミング 第四回公演・声の出演）
- スタンディングオベーション（2021年8月〜9月）
- 音楽劇 アルトゥロ･ウイの興隆（2021年11月～2022年1月 KAAT神奈川芸術劇場プロデュース）
- 桜文（2022年9月～10月、パルコ・プロデュース）- 編集者 片岡秀達 役[2]
- たけやぶやけた（2022年11月 劇団芝居屋かいとうらんま第60回公演・ゲスト出演）
- いごっそうと夜のオシノビ（2023年1月 Nana Produce Vol.19）
- サンソン－ルイ16世の首を刎ねた男－（2023年4月〜5月）
- マーク・トウェインと不思議な少年（2023年9月 フジテレビ）
- 未婚の女（2023年10月＠銕仙会能楽研修所）
- エウリディケ（2024年2月） - 小さい石 役[3]
- 有頂天家族（2024年11月 松竹） - 寿老人 / 岩屋山金光坊 役[4]
- いかけしごむ（2025年1月〜2月）
- 紅い落葉（2025年8月〈予定〉）[5]
- シッダールタ（2025年11月〜2026年1月〈予定〉）[6]

### テレビ
- 袖振り合うも（2000年、NHK）
- 仮面ライダーカブト 第3話（2006年1月 - 2007年1月、テレビ朝日） - 刑務所看守 役
- 特命係長 只野仁 スペシャル（2006年9月、テレビ朝日）
- きらきら研修医 第9話（2007年1月 - 3月、TBS） - 入院患者 役
- 深夜食堂 第1シリーズ 第6話「カツ丼」（2009年10月 - 12月、TBS）
- TAXMEN CASE-07「ナンバーワン税」(前編)（2010年1月 - 3月、TOKYO MX）
- 日本人の知らない日本語 第4話（2010年7月 - 9月、読売テレビ制作・日本テレビ） - メイドカフェ店長 役
- スープカレー 第1、第2話（2012年4月 - 6月、北海道放送・TBS） - 青坂さん 役
- カエルの王女さま 第2話（2012年4月 - 6月、フジテレビ） - 建設作業員 役
- 小暮写眞館 第2話（2013年3月 - 4月、NHK BSプレミアム）
- SPEC〜零〜（2013年10月23日、TBS)
- 連続テレビ小説（NHK総合）
  - 花子とアン 第97話（2014年3月 - 9月） - 新聞記者 役
  - ひよっこ 第115、116話（2017年4月 - 9月） - 優子の義父 役
- 家族狩り 第10話（最終回）（2014年7月 - 9月、TBS） - 刑事 役
- 連続ドラマW 海に降る 第1 - 3、5、6話（2015年9月、WOWOW） - 浅井研二 役
- よろず屋ジョニー 第3話（2015年11月、フジテレビTWO）
- すぐ死ぬんだから（2020年8月23日 - 、NHK BSプレミアム） - 葬儀社・佐藤 役
- 老害の人（2024年5月5日 - 、NHK-BSプレミアム）

### テレビアニメ
2014年
- 蟲師 続章（ゆらの父）

### 映画
- シャッター（監督：鎌田義孝）
- ガッツ伝説・愛しのピットブル（2005年 ガッツ伝説製作委員会、監督：野伏翔）
- 隣人観察日記（2009年 監督：：笹木彰人）
- 探偵事務所5 カインとアベル（2005年 監督：林海象）
- 手紙（2006年 監督：生野慈朗）
- AKIBA（2006年 監督：小沼雄一）
- パッチギ! LOVE&PEACE（2007年 監督：井筒和幸）
- 地球でたったふたり（2008年 監督：内田英治）
- 全然大丈夫（2008年 監督：藤田秀幸）
- キャットボイス（2009年 監督：笹木彰人）
- サイクロプスの涙（2010年監督：神酒大亮）
- 掌の小説（2010年 監督：坪川拓史 三宅伸行 岸本司 高橋雄弥）第1話「笑わぬ男」
- はやぶさ/HAYABUSA（2011年 監督：堤幸彦）
- 鈴木先生（2012年 監督：河合勇人）
- 深夜食堂（2015年 監督：松岡錠司）

### オリジナルビデオ
- 時空警察ヴェッカー - 鳶の里官者、ギルガの部下、志摩の手下

### ラジオ
- 高校国語II（NHK）
- 天下城（2017年11月 NHKオーディオドラマ 青春アドベンチャー）

### CM
- P&G レノアPlus ユーカリ消臭（2013年）お父さんの声
- 銀座ダイヤモンドシライシ『彼は走っている』編 (Full ver. Web限定）

### 配信ドラマ
- 深夜食堂 –Tokyo Stories Season2-（Netflixオリジナルシリーズ）